# Kamień runiczny z Valleberga

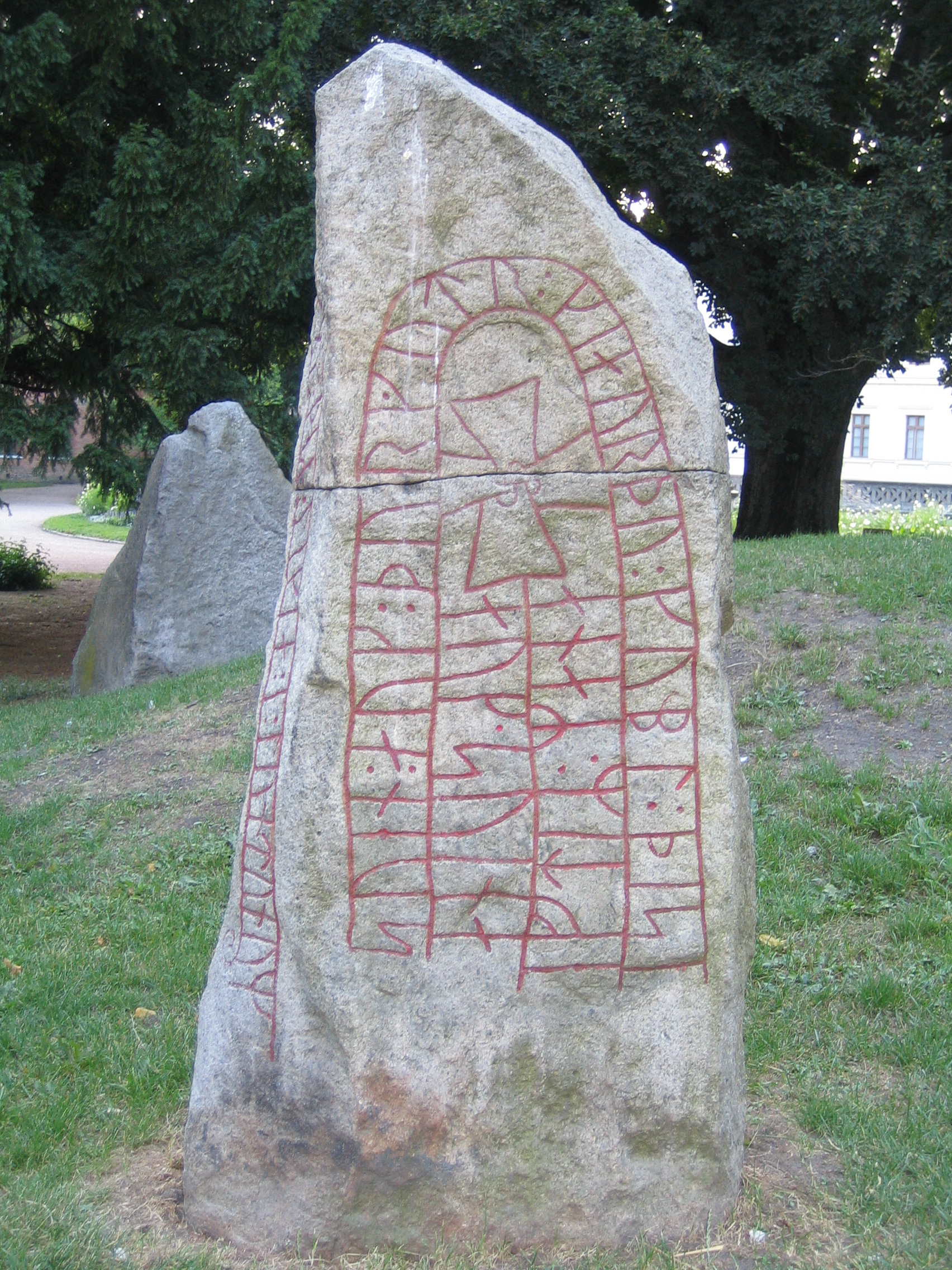
Kamień runiczny z Valleberga

Kamień runiczny z Valleberga (DR 337) – kamień runiczny znajdujący się obecnie w Lund w szwedzkiej prowincji Skania.
Pochodzący z XI wieku granitowy głaz ma 1,75 m wysokości i 0,7 m szerokości. Po raz pierwszy wzmiankowany jest w XVII wieku, znajdował się wówczas w miejscowości Valleberga w południowo-wschodniej Skanii. Zgodnie z zapisem z 1845 roku kamień był uszkodzony, pęknięty na dwie części. Górną część, wówczas zaginioną, odnaleziono w 1869 roku. W 1876 roku głaz został przeniesiony do Lund, gdzie ustawiono go na sztucznym wzgórzu Lundagård przed głównym budynkiem tamtejszego uniwersytetu.
Na kamieniu wyryta jest inskrypcja, upamiętniająca członków angielskiej drużyny Knuta Wielkiego:
: suin : auk : þurgutr : kiaurþu : kubl : þisi ¶ eftiR : mana ¶ auk * suina
kuþ : hialbi : siaul : þeRa : uel : ian : þeR : likia : i : luntunum
co znaczy:
Svend i Thorgot wznieśli te kamienie na pamiątkę Manne i Svenne. Niech Bóg ma ich dusze w opiece. Ich ciała zostały w Londynie.